# المراقبة الجماعية في الولايات المتحدة
يعود تاريخ المراقبة الجماعية في الولايات المتحدة إلى أوقات الحرب العالمية الأولى حيث شددت الحكومة على مراقبة الاتصالات الدولية الصادرة إلى الولايات المتحدة أو المرسلة منها أو التي تمر من خلالها. وبعد انتهاء الحرب العالمية الأولى والثانية استمرت منظومة الرقابة تلك في العمل عن طريق بعض البرامج مثل «الغرفة السوداء»، ومشروع «SHAMROCK». وقد أدى تكوين وازدهار وكالات تطبيق القانون وأجهزة المخابرات الفيدرالية إلى ترسيخ عادات المراقبة لقمع المعارضة السياسية كما حدث في مشاريع «COINTELPRO» التي استهدفت عدة منظمات وأفراد. وفي أثناء فترة حركة الحقوق المدنية وُضع العديد من الأفراد تحت المراقبة، وكانت التهمة الموجهة إليهم في بادئ الأمر هي معارضة سياسة الفصل العنصري، ثم نُعتوا بالمخربين. ومن بين الأفراد المستهدفين الآخرين: نشطاء الأمريكيين الأصليين، ونشطاء تحرير الأمريكيين الأفارقة والشيكانو، ومعارضي الحروب.
وقد مهد إبرام الاتفاقية الدولية بين الولايات المتحدة والمملكة المتحدة للمراقبة عام 1946 (UKUSA) إلى إقامة تعاون الإيكيلون بحلول عام 1955. وقد ضمت تلك الاتفاقية خمسة دول تتحدث الإنجليزية، واللاتي يعرفن بالعيون الخمسة، وذلك بهدف التنصت على الاتصالات الإلكترونية بالتوازي مع تعزيز إمكانيات أجهزة المراقبة المحلية.
وعقب أحداث 11 سبتمبر 2001 تصاعد نفوذ أجهزة المراقبة الدولية والمحلية بشكل مكثف. ويعتمد استمرار أجهزة المراقبة حاليًا على أوامر الرئيس التنفيذية السنوية باستمرار حالة الطوارئ على مستوى البلد، والتي وقع عليها الرئيس جورج بوش في بادئ الأمر في 14 سبتمبر 2001 واستمرت تحت قيد التنفيذ بأمر من الرئيس باراك أوباما وبموجب عدة قوانين لاحقة تتعلق بالأمن الوطني مثل قانون مكافحة الإرهاب ومشروع إصلاح قانون مراقبة الاستخبارات الأجنبية الذي أدى إلى تدشين برنامج «PRISM» للمراقبة والتجسس. وفي الوقت الراهن يصف المعارضون والنقاد تأثير تلك القوانين والأوامر وشبكة قواعد البيانات الناتجة الخاصة بمراكز الاستخبارات بأنها المرحلة الأخيرة في تكوين دولة أمريكا البوليسية التي حاولت ترسيخ الأساليب المُحرمة التي استخدمت في مشروع مكافحة التجسس الذي أدى إلى اغتيال قادة حركات المعارضة ومعارضي الحكومة بداية من الخمسينيات وحتى الآن.
وبالإضافة إلى ذلك شرعت عدة منظمات أخرى مثل وزارة الأمن الداخلي والاستخبارات القومية في توسيع سلطات أجهزة المراقبة الجماعية بصورة مطردة منذ عام 2001. وقد كشفت سلسلة من التقارير الإعلامية عام 2013 عن البرامج والأساليب الحديثة التي يوظفها مجتمع الاستخبارات الأمريكية. وقد ساهم تقدم الحواسيب وتكنولوجيا المعلومات في إنشاء قاعدة بيانات ضخمة لتيسير مراقبة الجمهور في الولايات المتحدة، وذلك بواسطة مراكز الاستخبارات التابعة لوزارة الأمن الداخلي، وبرنامج وكالة الاستخبارات المركزية لمكافحة الإرهاب، وقاعدة بيانات الكشف عن الإرهابيين التابعة لمكتب التحقيقات الفيدرالي.
ويُشار إلى قاعدة بيانات مراقبة الجمهور باعتبارها سببًا في ممارسة التنميط العرقي ضد اللاتينيين وإتباع أساليب «التهجير الذاتي» (وهي طريقة لتحفيز المهاجرين غير الشرعيين على الرحيل بمحض إرادتهم). كما أن وكالة الهجرة والجمارك استعانت بقاعدة البيانات الخاصة بوزارة الأمن الداخلي لترحيل المهاجرين غير الشرعيين.

## التاريخ
عقب انتهاء الحرب العالمية الأولى أنشأ الجيش الأمريكي ووزارة الخارجية مشروع الغرفة السوداء، وهو ما يُعرف أيضًا بمكتب التشفير، ووُضع تحت قيد التشغيل في عام 1919. وترأس ذلك المشروع هيربيرت ياردلي الذي كان يعمل قائدًا في برنامج الاستخبارات العسكرية الخاصة بالجيش. ويُعد هذا المشروع سلفًا لوكالة الأمن القومي.
ومع اندلاع الحرب العالمية الثانية أُسس مكتب الرقابة الفيدرالي. وهو عبارة عن وكالة كانت تعمل في أوقات الحرب على مراقبة الاتصالات التي تتم بواسطة البريد أو الهاتف الأرضي أو الراديو أو أي وسيلة أخرى للتواصل بين الولايات المتحدة وأي دولة أجنبية. وتضمن هذا المشروع التنصت على 350,000 كابل بحري وخطوط التيليجرام بالإضافة إلى 25,000 مكالمة دولية تتم على مدار كل أسبوع. «فقد كان كل خطاب بريدي يمر من خلال أراضي الولايات المتحدة مُعرض للمراقبة والتفتيش في الفترة ما بين ديسمبر 1941 وأغسطس 1945».
وبعد انتهاء الحرب العالمية الثانية أطلقت الحكومة مشروع SHAMROCK في عام 1945. وقد تأسست تلك المنظمة بهدف التنصت على بيانات خطوط التيليغراف الصادرة إلى الولايات المتحدة والخارجة منها. وقد لعبت شركات الاتصالات الكبرى دورًا فعالًا في المساهمة في إتمام البرنامج، مما سمح لموظفي الاستخبارات الأمريكية بالتجسس على حركة البريد الدولي المرورية. ومن بين تلك الشركات: ويسترن يونيون، وRCA، وITT للاتصالات الدولية. ولم يسبق لمثل تلك البرامج أن حصلت على إذن قضائي لممارسة أنشطتها، كما أنه لم يصدر أي تصريح لتلك الأنشطة التجسسية. وتم إنهاء المشروع في عام 1975.
وفي عام 1952 أمر الرئيس هاري ترومان بتأسيس وكالة الأمن القومية (NSA) بهدف تجميع البيانات الاستخباراتية ومعالجتها ومراقبتها. ولم يعِ الشعب الأمريكي حينها بوجود تلك المنظمة نظرًا إلى أن المذكرة التي أصدرها الرئيس كانت سرية.
وفي عام 1971 عندما نشر «مجلس المواطنين للتحقيق في الإف بي أي» وثائق سرية مُسربة تكشف عن إساءة استخدام البرامج الاستخباراتية من قبل الحكومة الفيدرالية شرع نائب مجلس الشيوخ فرانك تشيرش في تكوين لجنة للتحقيق في أمر تلك البرامج، وعرفت باسم لجنة تشيرش. وسعت اللجنة إلى التحقيق في أمر إساءة استخدام الأجهزة الاستخباراتية على مدار السبعينيات. وعقب إصدار بيان من قبل اللجنة يكشف عن وجود إساءات شنيعة من قبل وكالات الاستخبارات الحكومية وافق الكونغرس في عام 1976 على إنشاء لجنة الاستخبارات في مجلس الشيوخ. وتبع ذلك انضمام محكمة مراقبة الاستخبارات الأجنبية إلى تلك المهمة في عام 1978. وسعت تلك المؤسسات إلى تقييد سلطات الوكالات الاستخبارية وضمان امتثال تلك الأنشطة التجسسية إلى سيادة القانون.
وعقب أحداث 11 سبتمبر 2001 صدّق الكونغرس على قانون مكافحة الإرهاب لتعزيز جهود الأمن وجهاز المخابرات. وقد منح هذا القانون سلطات واسعة للرئيس الأمريكي لمساعدته في شن الحرب على الإرهاب مما يتضمن سلطة تنفيذ الأوامر المتعلقة بأجهزة التجسس دون طلب الإذن من محكمة مراقبة الاستخبارات الأجنبية في الحالات التي تمس بالأمن القومي. وإلى جانب ذلك أجرت الحكومة أنشطة مراقبة جماعية جنبًا إلى جنب مع عدة برامج مراقبة أخرى تحت رئاسة برنامج المراقبة الرئاسي. ولكن الحكومة أذعنت لضغط العامة من الناس وأوقفت برنامج التنصت على المكالمات الهاتفية غير المصرح به في يناير 2007.
وقد كُشف عن العديد من التفاصيل المتعلقة بأنشطة التجسس داخل الولايات المتحدة عن طريق التسريبات التي نشرها إدوارد سنودن في يونيو 2013. وتُعتبر تلك الحادثة من بين أكبر التسريبات في تاريخ الولايات المتحدة، فقد عرضت تفاصيل شاملة عن برامج المراقبة التابعة لوكالة الأمن القومي مما يتضمن التنصت على بيانات الإنترنت والمكالمات الهاتفية الخاصة بمليار مستخدم من عدة دول مختلفة.

## وكالة الأمن القومي (NSA)
في عام 1947: وقع الرئيس ترومان على قانون الأمن القومي، وعليه أُسس مجلس الأمن القومي.
عام 1949: أُسست وكالة أمن القوات المسلحة لتنسيق العمليات بين أقسام الجيش.
عام 1952: أُسست وكالة الأمن القومي رسميًا بواسطة الرئيس ترومان تحت إطار التوجيهات الاستخباراتية رقم 9 لمجلس الأمن القومي بتاريخ 24 أكتوبر، وذلك بينما أُنشئت وكالة الأمن القومي فعليًا في 4 نوفمبر. وطبقًا لجريدة النيويورك تايمز فقد أسس الرئيس ترومان تلك المنظمة في سرية مطلقة، كما أن إدارته المهووسة بالمراقبة أمرت بالتنصت على هاتف توماس غاردينز كوركوران (وهو أحد مستشاري فرانكلن روزفلت) بعد ستة أسابيع فقط من توليه الرئاسة. وحاليًا يُحتفظ بتلك المكالمات المسجلة داخل متحف هاري ترومان الرئاسي إلى جانب عدة وثائق حساسة.

## مكتب التحقيقات الفيدرالي (FBI)
ظهرت أجهزة المراقبة المحلية في بادئ الأمر عام 1896 مع تأسيس المكتب القومي لتحديد الهوية الجنائية والذي تحول إلى مكتب التحقيقات بحلول عام 1908 واقعا في إطار سلطة وزارة العدل الأمريكية. وفي عام 1935 تحول مكتب التحقيقات الفيدرالية إلى وكالة منفصلة بذاتها تعمل تحت قيادة جيه. إدجار هوفر الذي قام موظفيه بإعداد قائمة سرية تضم 10 ملايين شخص بحلول عام 1939 عن طريق التنصت على الهواتف والتلاعب بالبريد وفرز النفايات.
وقام مكتب التحقيقات الفيدرالي تحت دعوى ملاحقة الشيوعيين باستغلال الضغط العام والخاص لتدمير حياة الأشخاص الذين استهدفهم هذا البرنامج في خلال فترة المكارثية (McCarthyism)، ومن بين هؤلاء الأشخاص أولئك الذين وضعتهم الحكومة الأمريكية في قائمة هوليود السوداء. واستمر نفوذ برامج المراقبة والتحقيقات الخاصة بالـFBI في التوسع في فترة الخمسينيات بينما استغلت الحكومة المعلومات المجمعة في تسهيل عمليات الاغتيال السياسية، ومن بينها مقتل فريد هامبتون ومارك كلارك في عام 1969. كما أن مكتب التحقيقات الفيدرالي متورط في عدة تفجيرات واغتيالات تستهدف أشخاصًا آخرين مثل مالكوم إكس في عام 1963، وفيولا ليوتسو عام 1965، ومارتن لوثر كينج جونيور عام 1968، وآنا ماي أكواش عام 1976، وجودي باري عام 1990.